# A Beautiful Lie
A Beautiful Lie —en español: Una mentira hermosa— es el segundo álbum de estudio de la banda estadounidense de rock alternativo, 30 Seconds to Mars. Fue lanzado al mercado el 30 de agosto de 2005 bajo el mismo sello discográfico de que su anterior álbum, Inmortal Records y Virgin Records. El álbum fue producido por Josh Abraham y por el líder de la agrupación, Jared Leto. Del álbum se extrageron cuatro sencillos: «Attack», «The Kill», «From Yesterday» y «A Beautiful Lie»; todas las canciones llegaron hasta los mejores treinta números del Modern Rock Tracks, siendo «The Kill» y «From Yesterday» las que lograron entrar en el top 10.
El álbum ha recibido estatus de Platino, habiendo vendido más de dos millones de copias solo en EE. UU. A Beautiful Lie difiere del primer álbum de la banda, 30 Seconds to Mars, tanto musical como líricamente. Mientras el primero trata sobre la lucha del ser humano, las letras de A Beautiful Lie son «personales y menos cerebrales» y la música toma un acercamiento más hacia el post-hardcore.

## Historia
A Beautiful Lie fue grabado en cuatro continentes distintos y en cinco países diferentes sobre un periodo de tres años a fin de acomodar la carrera de actor del vocalista/guitarrista Jared Leto. La canción homónima al álbum, tanto como otras tres canciones más, fueron compuestas en Ciudad del Cabo (Sudáfrica). Fue durante ese tiempo que Leto decidió el nombre para el álbum. Antes de esto, el álbum habría sido lanzado bajo el nombre de The Battle of One.
El álbum se infiltró en redes peer-to-peer alrededor de cinco meses antes de su lanzamiento. Debido a esto, la banda se vio forzada a decidir la fecha de lanzamiento del álbum.
Para promover su nuevo álbum, la banda incluyó las canciones «The Battle of One» y «Hunter» (cover de Björk) como bonus tracks. Para promover más el álbum, la banda incluyó «pases dorados» con tres de las versiones especiales del álbum que daban al comprador entrada gratuita y acceso a backstage para cualquier show de 30 Seconds to Mars de por vida. Sin embargo, la discográfica se vio descontenta con esto y limitó el pase a un show y mercancía gratuita adicional.

## Edición deluxe
El álbum fue relanzado como "A Beautiful Lie - Deluxe Edition" el 21 de noviembre de 2006. Tenía un nuevo bonus track, que es una versión de The Kill titulada «The Kill (Rebirth)». También incluía un DVD con videos de espectáculos en vivo y grabaciones de MTV2.

## Lista de canciones
| #   | Título | Duración |
| --- | --- | -------- |
| 1.  | «Attack» | 3:09     |
| 2.  | «A Beautiful Lie» | 4:04     |
| 3.  | «The Kill (Bury Me)» | 3:48     |
| 4.  | «Was It a Dream?» | 4:16     |
| 5.  | «The Fantasy» | 4:31     |
| 6.  | «Savior» | 3:24     |
| 7.  | «From Yesterday» | 4:05     |
| 8.  | «The Story» (5.º sencillo solo lanzado en Argentina)                                                                        | 3:56     |
| 9.  | «R-Evolve» | 3:59     |
| 10. | «A Modern Myth» (La canción solo dura 2:59, después de silencio, en 12:26, empieza la pista oculta 11. «Praying for a Riot» | 14:14    |
| 11. | «Battle of One» (Bonus track)                                                                                               | 2:47     |
| 12. | «Hunter» (Bonus track) | 3:55     |

### Canciones del CD Deluxe edition
| #   | Título                       | Duración |
| --- | ---------------------------- | -------- |
| 13. | «The Kill (Rebirth)»         | 3:39     |
| 14. | «A Beautiful Lie» (Acoustic) | 3:40     |

### Lista del DVD
| #   | Título                                                |
| --- | ----------------------------------------------------- |
| 1.  | «The Kill»                                            |
| 2.  | The Making of «The Kill»                              |
| 3.  | The International Music Feed Interview                |
| 4.  | «ATTACK» (MTV2's All That Rocks)                      |
| 5.  | «The Kill» (MTV2's All That Rocks)                    |
| 6.  | «The Fantasy» (MTV2's All That Rocks)                 |
| 7.  | MTV2's T-Minus Rock Interview                         |
| 8.  | Red Carpet Arrival (MTV Video Music Awards)           |
| 9.  | MTV2 Award Acceptance Speech (MTV Video Music Awards) |
| 10. | MTV2 $2Bill Internet Promo                            |
| 11. | MTV2 $2Bill Pre-Sale Tour Promo                       |
| 12. | MTV2 $2Bill Ticket Sale Tour Promo                    |

## Créditos

### 30 Seconds to Mars
- Jared Leto – Voz, guitarra rítmica, piano
- Tomo Miličević – Guitarra principal, teclado, violín
- Matt Wachter – Bajo, sintetizadores, teclado en "Attack"
- Shannon Leto – Batería, percusión

### Cuarteto de cuerdas en «A Modern Myth»
- Caroline Campbell – violín
- Neel Hammond – violín
- Miguel Atwood-Ferguson – viola
- Vanessa Freebairn-Smith – chelo

### Producción
- Producción por Josh Abraham y Jared Leto
- Dirigido y mezclado por Ryan Williams
- Asistente de dirección: Brandon Belsky
- Dirección adicional: Brian Virtue
- Mezclado: Brian Gardner en Bernie Grundam Mastering (Hollywood, Los Ángeles, California)
- Mezclado en Pulse Recording (Los Ángeles, California)

### Información adicional
- Las canciones 5, 7 y 11 escritas por 30 seconds to mars, todas las otras por Jared Leto, excepto «Hunter» que es un cover.
- «Attack» mezclada por Tom Lord-Alge, asistido por Femio Hernandez
- «Attack» mezclada en South Beach Studios (Miami Beach, Florida)
- «Battle of One» y «Hunter» producidas por 30 Seconds to Mars y Brian Virtue; Dirección por Brian Virtue en CRC Studios (Chicago, Illinois)
- A&R: John Deutsch
- Fotografía: Olaf Heine

## Posición en los conteos

### Álbum
| Año              | País             | Conteo               | Máxima posición  | Certificación    | Ventas     |
| ---------------- | ---------------- | -------------------- | ---------------- | ---------------- | ---------- |
| 2006             | Estados Unidos   | Billboard 200        | #36              | Platino          | 1.024.902+ |
| 2007             | Australia        | ARIA Album Chart     | #20              | Oro              | 35.000+    |
| 2007             | Canadá           | CRIA Album Chart     | —                | Oro              | 50.000+    |
| 2007             | Reino Unido      | UK Albums Chart      | #39              | Platino          | 500.000+   |
| 2007             | Nueva Zelanda    | RIANZ Albums Chart   | #20              | —                | —          |
| 2007             | Finlandia        | Finnish Albums Chart | #15              | —                | —          |
| 2007             | Italia           | Italian Albums Chart | #11              | Platino          | 70,000     |
| Ventas mundiales | Ventas mundiales | Ventas mundiales     | Ventas mundiales | Ventas mundiales | 3.500.000+ |

### Sencillos
| Año  | Sencillo          | Conteo                 | Posición |
| ---- | ----------------- | ---------------------- | -------- |
| 2005 | "Attack"          | Modern Rock Tracks     | #22      |
| 2005 | "Attack"          | Mainstream Rock Tracks | #38      |
| 2006 | "The Kill"        | Billboard Hot 100      | #65      |
| 2006 | "The Kill"        | Modern Rock Tracks     | #3       |
| 2006 | "The Kill"        | Mainstream Rock Tracks | #14      |
| 2006 | "From Yesterday"  | Modern Rock Tracks     | #1       |
| 2006 | "From Yesterday"  | Mainstream Rock Tracks | #11      |
| 2006 | "From Yesterday"  | Billboard Hot 100      | #76      |
| 2006 | "A Beautiful Lie" | Modern Rock Tracks     | #37      |